# Auge (Charente)
Auge – miejscowość i gmina we Francji, w regionie Nowa Akwitania, w departamencie Charente.
Według danych na rok 1990 gminę zamieszkiwały 184 osoby, a gęstość zaludnienia wynosiła 22 osób/km² (wśród 1467 gmin regionu Poitou-Charentes Auge plasuje się na 811. miejscu pod względem liczby ludności, natomiast pod względem powierzchni na miejscu 922.).